# Куадра Нумеро Уно (Сан Хуан Тепосколула)
Куадра Нумеро Уно (шп. Cuadra Número Uno) насеље је у Мексику у савезној држави Оахака у општини Сан Хуан Тепосколула. Насеље се налази на надморској висини од 2338 м.

## Становништво
Према подацима из 2010. године у насељу је живело 6 становника.

### Хронологија
| Година       | 2000       | 2005        | 2010 |
| ------------ | ---------- | ----------- | ---- |
| Становништво | 17 (8 / 9) | 20 (12 / 8) | 6    |

### Попис
| # | Индикатор                     | Вредност |
| - | ----------------------------- | -------- |
| 1 | Укупно домаћинстава           | 1        |
| 2 | Укупно насељених домаћинстава | 1        |
| 3 | Величина локације             | 1        |